# Imola Rugby
L'Associazione sportiva dilettantistica Imola Rugby è un club italiano di rugby a 15. Il club viene fondato nel 1978, ha sede ad Imola e attualmente milita nel Campionato di Serie B. Il club gestisce anche le squadre cadette del Minirugby (U6; U8; U10; U12) e delle Giovanili (U14; U16; U18), oltre alla squadra femminile, le Scarlet ("scarlatte" in inglese).

## Storia
La storia del Rugby Imola comincia nel settembre 1978, quando Giovanni Montanari, Tonino Calderoni e Alfredo Muscari, insieme a un gruppo di scout imolesi, fondano la società. Il primo presidente è Muscari, il secondo Montanari. La squadra debutta il 12 novembre di quell'anno.

Negli anni ottanta la società cresce fino ad ottenere la promozione in Serie C nel 1986. Facevano parte della squadra elementi che poi si distingueranno nel panorama internazionale. Su tutti, Johan Steyger e Robert Du Preez, che vestiranno la maglia della nazionale Sudafricana.

Nel 1990 Montanari lascia la presidenza a Loris Fenati. Proprio in quell'anno l'Imola Rugby guidata dal sudafricano Pieter Andries Pelser ottiene la promozione in Serie B. Capitano della squadra è Massimo Villa. Anche la squadra giovanile fornisce ottime soddisfazioni: tra il 1990 e il 1992 l'U19 partecipa al Girone Nazionale d'Eccellenza. Negli anni novanta emergono dal vivaio di Imola talenti come Filippo Fenati, Paolo Zanelli, Leonardo Nardelli e Antonio Samorì, che verranno convocati nella nazionale Under 17. Davide Sasdelli, inoltre, vestirà la maglia azzurra alla Coppa del Mondo universitaria del 1995.

Nel 1994 Fenati lascia la presidenza a Roberto Libè. L'Imola Rugby non riesce più a ripetere i fasti del recente passato retrocedendo in C2.

Nel 2000 comincia il nuovo corso con la nomina a presidente di Massimo Villa, che nonostante le 36 primavere, continua a giocare da titolare. Comincia una campagna di reclutamento nelle scuole, che produce subito buoni risultati. Si cercano sinergie per creare un forte movimento giovanile: nel 2004 l'Imola Rugby ingloba l'altra squadra cittadina, la Lyons Rugby. Nel 2009 Imola riemerge dalla Serie C e conquista l'agognata promozione in Serie B, la seconda della sua storia. L'Imola Rugby aderisce al «Progetto Romagna» creato da Romagna RFC di Cesena.

Nella stagione 2010-11 Imola conclude all'ottavo posto (su 12 squadre), conquistando una meritata salvezza. L'Imola Rugby dopo la stagione 2011-12 retrocede in Serie C Elite. Nelle due stagioni seguenti è guidata dall'allenatore Giovanni Gianesini. Dalla stagione 2014-15 assume il ruolo di allenatore della prima squadra e direttore tecnico di tutte le categorie il francese Aurélien L'Hotellier, tecnico con esperienze internazionali in Svizzera. L'Hotellier termina l'esperienza imolese alla fine della stagione 2016-17. 

Nel campionato 2018-19 la squadra imolese, guidata da Fabio Sermenghi, conquista la promozione in Serie B. Dal 2020-21 la guida dell'Imola Rugby è affidata al gallese Samuel Morton, tecnico con esperienza in società professionistiche inglesi. L'Imola Rugby mantiene la Serie B per quattro campionati. Retrocede in C nel 2023. Morton mantiene la guida tecnica anche nella stagione successiva, per poi lasciare alla fine della stagione 2023-24 ad Ernesto Ballarini.

## Cronistoria
- 1985-86 - Promozione in Serie C1[3]
- 1986-87 - Serie C1
- 1987-88 - Serie C1
- 1988-89 - Serie C1
- 1989-90 - Serie C1, ripescaggio in Serie B
- 1990-91 - Serie B
- 1991-92 - Serie B
- 1992-93 - Serie B
- 1993-94 - Serie B
- 1994-95 - Serie B, retrocessione in Serie C1
- 1995-96 - Serie C1
- 1996-97 - Serie C1
- 1997-98 - Serie C1
- 1998-99 - Serie C1, retrocessione in Serie C2
- 1999-00 - Serie C2
- 2000-01 - Serie C2
- 2001-02 - Serie C2
- 2002-03 - Serie C2
- 2003-04 - Serie C2
- 2004-05 - Serie C2
- 2005-06 - Serie C2
- 2006-07 - Serie C2, promozione in Serie C Elite
- 2007-08 - Serie C Elite
- 2008-09 - Serie C Elite
- 2009-10 - Serie C Elite, promozione in Serie B
- 2010-11 - Serie B
- 2011-12 - Serie B, retrocessione in Serie C Elite
- 2012-13 - Serie C Elite
- 2013-14 - Serie C
- 2014-15 - Serie C1
- 2015-16 - Serie C1
- 2016-17 - Serie C1
- 2017-18 - Serie C1
- 2018-19 - Serie C1, promozione in Serie B (terzo livello)
- 2019-20 - Serie B
- 2020-21 - Serie B
- 2021-22 - Serie B
- 2022-23 - Serie B, retrocessione in Serie C
- 2023-24 - Serie C
- 2024-25 - Serie C

## Presidenti
- Alfredo Muscari (1978-1980)
- Giovanni Montanari (1980-1990)
- Loris Fenati (1991-1993)
- Roberto Libè (1994-1999)
- Massimo Villa (1999 - maggio 2021)
- Alessandro Magnani (maggio 2021 - 2024)
- Matteo Montevecchi (2024 - in carica)